# Euphorbia wallichii
Euphorbia wallichii är en törelväxtart som beskrevs av Joseph Dalton Hooker. Euphorbia wallichii ingår i släktet törlar, och familjen törelväxter. Inga underarter finns listade i Catalogue of Life.